# Kif Kroker
Luitenant Kif L. Kroker is een personage uit de animatieserie Futurama. Zijn stem wordt gedaan door Maurice LaMarche.
Kif is een alien van de planeet Amphibios 9. Zijn achternaam is een woordspeling op "croaker", wat mogelijk een referentie is naar zijn amfibieachtige uiterlijk en fysiologie. Hij is de assistent van kapitein Zapp Brannigan en de eerste officier van het schip Nimbus.

## Achtergrond
Kif is voor Brannigan wat Spock was voor James T. Kirk in de originele Star Trek-serie. Matt Groening baseerde Kif dan ook op Spock. Kif is qua persoonlijkheid echter het tegenovergestelde van Spock. Hij mag zijn kapitein totaal niet, vooral niet vanwege diens arrogantie en incompentie.

## Personage
Kif heeft drie tepels en kan zijn huid afwerpen indien nodig. Hij kan net als een kameleon zijn huidskleur veranderen en zo opgaan in zijn omgeving. Hij heeft echter moeite deze kleurverandering goed te beheersen. Kif is in staat zijn hoofd op te blazen tot kolossaal formaat om zo vijanden af te schrikken. Zijn handen en voeten bevatten zuignappen waarmee hij tegen muren kan opklimmen. Kif heeft verder geen skelet, wat zijn lichaam erg flexibel maakt. In plaats van botten bevat zijn lichaam een systeem van blazen gevuld met vloeistof.
In seizoen 3 begon Kif een relatie met Amy Wong. Toen hij met haar uit begon te gaan, werd zijn personage verder uitgediept. Kif is een zeer gevoelige en verlegen man. Het kostte hem een jaar om de moed te verzamelen om Amy mee uit te vragen. Hij gaat confrontaties het liefst uit de weg, en komt dan ook maar zelden in opstand tegen zijn kapitein. In plaats daarvan klaagt hij tegen anderen (met name Leela) over zijn kapitein.
Kif is ook erg romantisch, maar het ontbreekt hem aan zelfvertrouwen. Amy’s ouders mogen hem niet echt. Hoewel het maar zelden wordt getoond, is Kif een ervaren vechter en kan zich staande houden tegen meerdere vijanden tegelijk.
Kifs ras is uniek in het feit dat ook de mannen kinderen kunnen krijgen. Dit overkwam Kif in Kif Gets Knocked Up a Notch. Zijn ras kan via een simpele aanraking al genetisch materiaal uitwisselen, waarna een van de twee zwanger wordt. Het is niet bekend of dit hun enige manier van voortplanting is. Op deze manier kreeg Kif per ongeluk genetisch materiaal van Leela toegediend, en beviel later van een groot aantal kikkervisjes die in 20 jaar zouden uitgroeien tot de echte kinderen.
Kif is vrij intelligent en is daarom vaak de enige die inziet dat de plannen van zijn meerdere, Zapp Brannigan, vaak idioot en onuitvoerbaar zijn. Desondanks blijft hij wel trouw aan hem. In de film Futurama: The Beast with a Billion Backs komt hij voor het eerst tegen hem in opstand en in de film Futurama: Into the Wild Green Yonder verlaat hij hem geheel om samen met Amy en de rest van de Planet Express crew weg te vluchten via een wormgat.